# Albertina Rasch
Pour les articles homonymes, voir Rasch.
Albertina Rasch (19 janvier 1891 - 2 octobre 1967) est une danseuse et chorégraphe américaine.

## Débuts
Rasch est née en 1891 (bien que plus tard, elle se rajeunira de cinq ans), à Vienne, alors la capitale de l'empire austro-hongrois, dans une famille d'origine juive polonaise. Elle étudia à l'école de ballet d'État de l'opéra de Vienne et devint première ballerine au New York Hippodrome en 1911.

## Carrière
Elle fonda sa propre troupe de danse (Albertina Rasch Girls) et le Rasch Ballet qui joua dans un certain nombre de productions de Ziegfeld, elle est apparue au Moulin-Rouge, dansant avec Joséphine Baker, elle tourna avec Sarah Bernhardt et a ouvert un studio de danse à Manhattan (où Bill Robinson enseigna les claquettes) avant d'adapter sa formation et techniques classique pour les théâtres de Broadway et le cinéma.
Rasch commença à travailler très tôt pour des projets tels que les George White's Scandals (en) évoquant la tradition du Black Crook d'insertion de séquences de danse fantaisie qui avaient peu à voir avec l'intrigue entre des scènes du livre, mais elle s'est rapidement affirmé comme une force créatrice avec une routine qu'elle a conçue pour Tilly Losch dans la revue de 1931 The Band Wagon. Portant des gants couverts de peinture pour lumière noire, Losch se tenait en face d'un miroir dans une scène dans la pénombre et interprétait un « ballet », dans lequel seulement ses mains pouvaient être vues avec une chanson d'Arthur Schwartz et Howard Dietz, Dancing in the Dark.
Rasch a également contribué à faire de la création de Cole Porter Beguin the Biguine un standard populaire en la chorégraphiant comme une danse ethnique dans Jubilé (1935). Parmi ses autres créations à Broadway, on peut citer Les Trois Mousquetaires, Show Girl (en), La Fille Bohème, La Grande Valse, et Lady in the Dark.
Rasch travailla comme chorégraphe et/ou directeur de danse pour de nombreux films musicaux, dont La Veuve joyeuse (1934) avec Jeanette MacDonald et Maurice Chevalier, Broadway Melody 1936 (1936) avec Jack Benny et  Eleanor Powell, Rosalie (1937) avec Powell et Nelson Eddy, La fanciulla del West (La Fille du Far West) (1938) avec MacDonald et Eddy, Marie Antoinette (1938) avec Norma Shearer et Broadway qui danse (1940) avec Fred Astaire.
Des scènes que Rasch avaient filmées pour le film musical inachevé de la Metro-Goldwyn-Mayer The March of Time (1930) furent utilisées par cette compagnie dans le film Broadway to Hollywood (1933) avec Frank Morgan et Alice Brady. MGM réutilisa aussi son "ballet chinois" de Lord Byron of Broadway (1930) dans le court-métrage Roast Beef and Movies (1934).

## Vie personnelle
Rasch fut mariée pendant de nombreuses années au compositeur Dimitri Tiomkin. À la suite d'une longue maladie, elle meurt en 1967, à l'âge de 76 ans à Woodland Hills, en Californie.